# 多可町立八千代北小学校
多可町立八千代北小学校（たかちょうりつ やちよきたしょうがっこう）は、兵庫県多可郡多可町にあった公立小学校。
2015年度をもって多可町立八千代小学校への統合に伴い、閉校した。

## 沿革
- 1879年（明治12年）
  - 5月12日 - 「天船小学校」として開校[2]。
  - 「貴船小学校天船支校」に改称[2]。
- 1887年（明治20年）4月9日 - 「天船簡易小学校」に改称[2]。
- 1891年（明治24年）8月1日 - 「天船尋常小学校」に改称[2]。
- 1894年（明治27年）6月12日 - 校舎を落成[2]。
- 1900年（明治33年）4月1日 - 「野間谷第二尋常小学校」に改称[2]。
- 1919年（大正8年）
  - 5月12日 - 裁縫学校を開設[2]。
  - 5月15日 - 実業補習を開設[2]。
- 1922年（大正11年）10月30日 - 裁縫室を増設[2]。
- 1923年（大正12年）4月1日 - 高等小学校を併設[2]。
- 1926年（大正15年）
  - 4月10日 - 新校舎の落成式を挙行[2]。
  - 7月1日 - 青年訓練所令施行に伴い、野間谷第二青年訓練所を開設[2]。
- 1936年（昭和11年）- 裁縫室1棟分を増築[2]。
- 1941年（昭和16年）
  - 第一校舎1棟分と家事室1棟分を増築[2]。
  - 4月1日 - 国民学校令施行に伴い、「野間谷第二国民学校」に改称[2]。
- 1945年（昭和20年）1月14日 - みそ汁給食を開始[2]。
- 1947年（昭和22年）4月1日 - 学校教育法施行に伴い、「野間谷村立野間谷第二小学校」に改称[2]。
- 1951年（昭和26年）12月17日 - 校歌（作詞：柴田昌克、作曲：井沢文太郎）を制定[2]。
- 1954年（昭和29年）5月1日 - 「八千代村立八千代第二小学校」に改称[2]。
- 1960年（昭和35年）
  - 1月1日 - 町制施行に伴い、「八千代町立八千代第二小学校」に改称[2]。
  - 5月12日 - 鉄筋コンクリート造の北校舎の落成式を挙行[2]。
- 1962年（昭和37年）11月25日 - 運動場を拡張[2]。
- 1968年（昭和43年）4月1日 - 「八千代町立北小学校」に改称[2]。
- 1970年（昭和45年）7月18日 - プールを落成[2]。
- 1978年（昭和53年）12月20日 - 「八千代町立八千代北小学校」に改称[2]。
- 1982年（昭和57年）11月18日 - 少年消防クラブを結成[2]。
- 1985年（昭和60年）3月27日 - 本館校舎を落成[2]。
- 1989年（平成元年）9月9日 - 視聴覚室と図書室を設置[2]。
- 1991年（平成3年）9月 - 二階渡り廊下の屋根を架設[2]。
- 1993年（平成5年）3月10日 - ふれあいの森（学校林）を設置[2]。
- 1999年（平成11年）2月26日 - 北校舎を落成[2]。
- 2001年（平成13年）- 文部科学省より「次世代ITを活用した未来型教育研究開発校」に指定（2年間）[2]。
- 2004年（平成16年）- ネットワーク配信コンテンツ活用推進事業指定校に指定（2年間）[2]。
- 2005年（平成17年）
  - 学校林（里山林）の環境教育実践推進指定校に指定（1年間）[2]。
  - 11月1日 - 町合併に伴い、「多可町立八千代北小学校」に改称[2]。
- 2006年（平成18年）3月 - ビオトープを設置[2]。
- 2007年（平成19年）
  - ふれあいの森を整備[2]。
  - 4月 - 環境体験教育推進校に指定（3年間）[2]。
- 2016年（平成28年）
  - 2月28日 - 閉校式を挙行[3]。
  - 3月31日 - 多可町立八千代小学校（多可町八千代区）への統合に伴い、閉校[1]。

## 児童・学級数
2010年度以降の児童数と学級数の推移。
| 年度                                                  | 児童数  | 増減 | 学級数 | 増減 | 出典  | 備考             |
| ----------------------------------------------------- | ------- | ---- | ------ | ---- | ----- | ---------------- |
| 2010（平成22）年度                                    | 88      |      | 6      |      | [ 4 ] |                  |
| 2011（平成23）年度                                    | 93      | 5    | 6      | 0    | [ 4 ] |                  |
| 2012（平成24）年度                                    | 83      | －10 | 6      | 0    | [ 4 ] |                  |
| 2013（平成25）年度                                    | 85（1） | 2    | 7（1） | 1    | [ 4 ] | 特別支援学級設置 |
| 2014（平成26）年度                                    | 73（1） | －12 | 7（1） | 0    | [ 4 ] |                  |
| 2015（平成27）年度                                    | 76（2） | 3    | 7（1） | 0    | [ 4 ] | 閉校             |
| ※児童数・学級数内の括弧は特別支援児童・学級数（内数） |         |      |        |      |       |                  |

## 進学先の中学校
- 多可町立八千代中学校（多可町八千代区）

## 周辺
- 八千代北簡易郵便局
- 県道143号

## 出身者
- 數原顕子 - ソフトボール選手